# 1978 في الفلبين
فيما يلي قوائم الأحداث التي وقعت خلال عام 1978 في الفلبين.

## سياسة

### تعيين في المنصب
- 12 يونيو – فرديناند ماركوس رئيس وزراء الفلبين.

## رياضة
- 1 يناير – بطولة كأس العالم لكرة السلة 1978

## مواليد

### مارس
- 21 مارس – أريس ديموناهان لاعب كرة سلة فلبيني.

### مايو
- 11 مايو – جودي آن سانتوس

### يوليو
- 13 يوليو – غاري ديفيد لاعب كرة سلة فلبيني.

### أغسطس
- 18 أغسطس – وينديل راموس ممثل فلبيني.

### سبتمبر
- 13 سبتمبر – جيلبرت لاو لاعب كرة سلة فلبيني.

### نوفمبر
- 3 نوفمبر – رينيل هوناتان لاعب كرة سلة فلبيني.

### ديسمبر
- 17 ديسمبر – ساندي سالفاسيون لاعب كرة سلة فلبيني.
- 17 ديسمبر – ماني باكياو